# ردة (أديان)

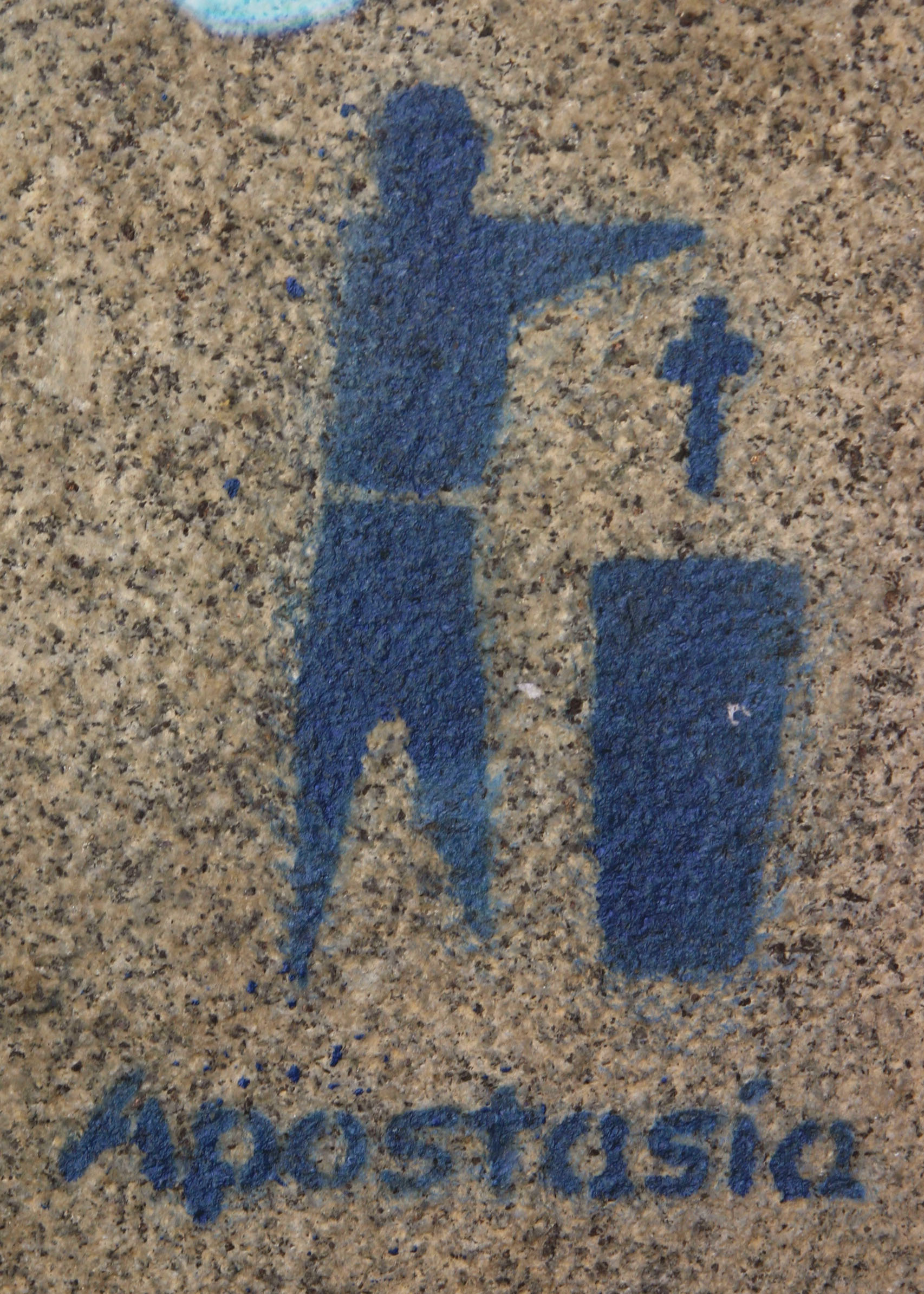
شعار "حملة إلى الردة العامة" في إسبانيا الداعية إلى الانفصال عن الكنيسة الكاثوليكية.

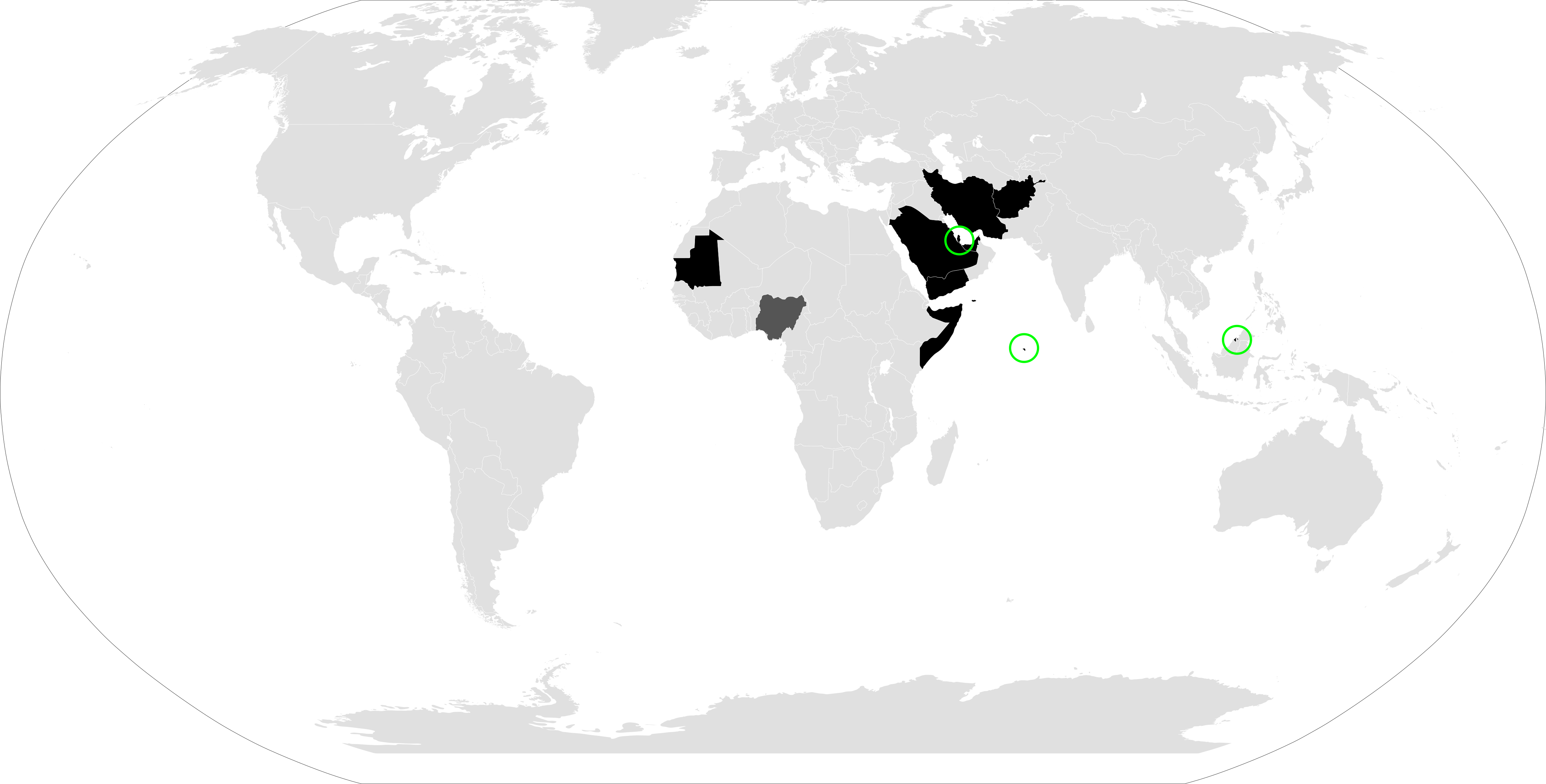
الدول التي يحكم فيها بالإعدام على المرتدين.

الردة أو المروق هي التصريح بالارتداد وفعل الانشقاق عن دين معين وترك تعاليمه، إما إلى دين آخر أو تكوين دين مستحدث جديد. يشتق لفظ الردة في أغلب اللغات الأوروبية من الإغريقية ἀποστασία (أبوستازيا apostasia)، والتي تعني الانشقاق أو الثورة.

## الردة في الإسلام
أبرز حالات ردة جماعية عن الإسلام ظهرت إبان وفاة النبي محمد في أول أيام حكم الخليفة أبي بكر الصديق، الذي قاومها عن طريق حروب الردة.

## اقرأ أيضاً
- ردة (إسلام)
- حروب الردة